# 首都大学院财团
首都大学院财团（英語：首都大学院コンソーシアム）是日本东京首都圈所在的9所大学在2002年7月18日缔结协定组成的机构，现有11所大学加盟。首都大学院财团有单位互换、教员指导、共同研究等共同项目。

## 协定缔结学校
- 共立女子大学
- 顺天堂大学
- 专修大学
- 玉川大学
- 中央大学
- 东京电机大学
- 东京理科大学
- 东洋大学
- 日本大学
- 法政大学
- 明治大学